# Трего-Роресвілл (Меріленд)
Трего-Роресвілл (англ. Trego-Rohrersville Station) — переписна місцевість (CDP) в США, в окрузі Вашингтон штату Меріленд. Населення — 160 осіб (2020).

## Географія
Трего-Роресвілл розташоване за координатами 39°25′45″ пн. ш. 77°40′29″ зх. д. / 39.42917° пн. ш. 77.67472° зх. д. (39.429107, -77.674853).  За даними Бюро перепису населення США в 2010 році переписна місцевість мала площу 1,10 км², уся площа — суходіл.

## Демографія
Згідно з переписом 2010 року, у переписній місцевості мешкали 172 особи в 62 домогосподарствах у складі 57 родин. Густота населення становила 156 осіб/км².  Було 64 помешкання (58/км²).
Расовий склад населення:
| - 98,8 % — білих - 0,6 % — чорних або афроамериканців |

До двох чи більше рас належало 0,6 %. Частка іспаномовних становила 1,7 % від усіх жителів.
За віковим діапазоном населення розподілялося таким чином: 18,0 % — особи молодші 18 років, 76,8 % — особи у віці 18—64 років, 5,2 % — особи у віці 65 років та старші. Медіана віку мешканця становила 41,4 року. На 100 осіб жіночої статі у переписній місцевості припадало 100,0 чоловіків;  на 100 жінок у віці від 18 років та старших — 98,6 чоловіків також старших 18 років.
Цивільне працевлаштоване населення становило 41 осіб. Основні галузі зайнятості: виробництво — 41,5 %, фінанси, страхування та нерухомість — 39,0 %, науковці, спеціалісти, менеджери — 19,5 %.